# جنيفر غري
جنيفر جراي، ممثلة وراقصة أمريكية اشتهرت في فترة الثمانينات من القرن السابق، ترشحت لجائزة الجولدن جلوب مرة واحدة عن فيلمها الشهير Dirty Dancing , وفازت في الموسم الحادي عشر من برنامج " Dancing With the stars ", وقد اشتهرت بعملية التجميل الفاشلة التي أجريتها في أنفها.

## حياتها

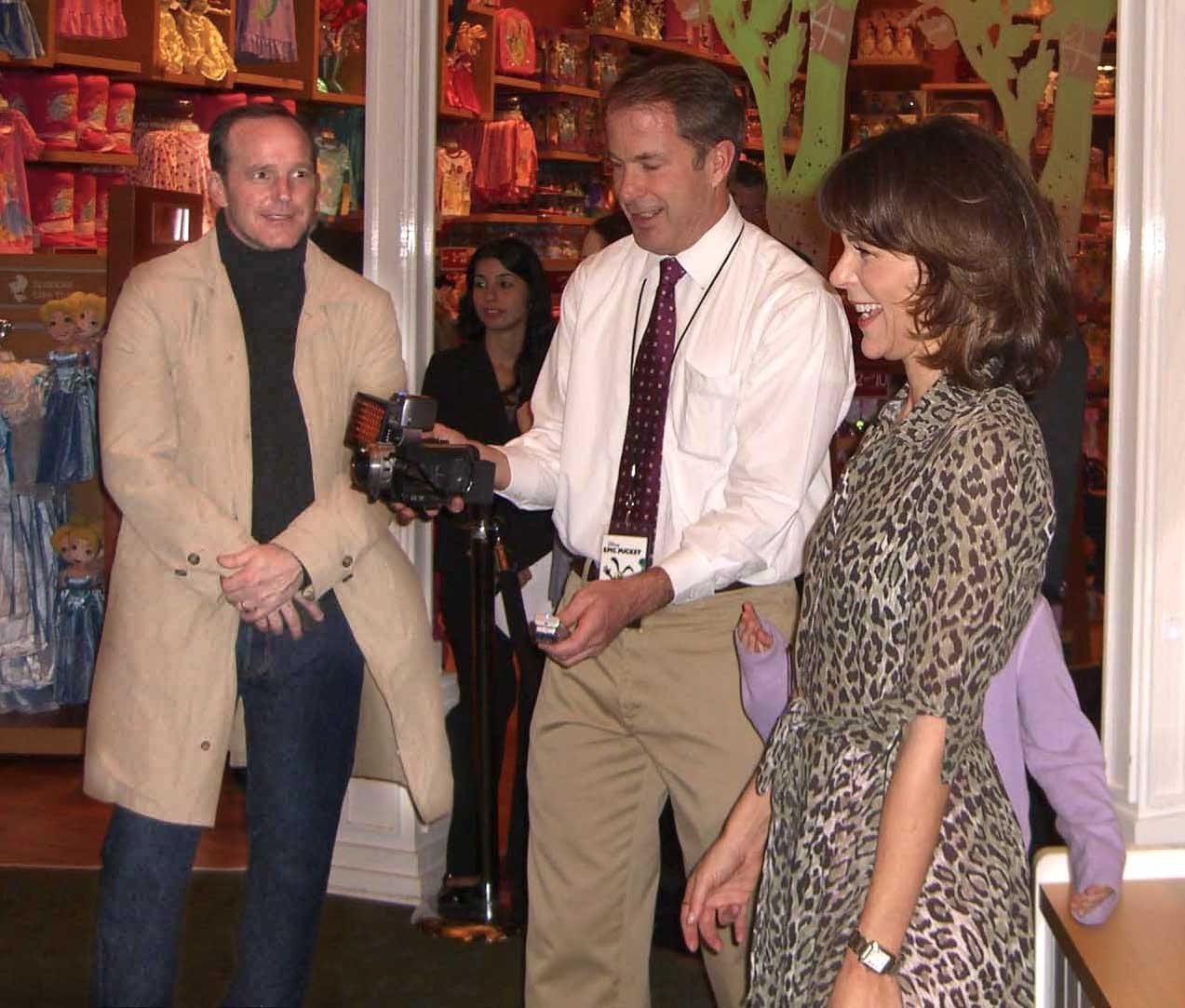
الممثل كلارك جريج وزوجته جينيفر جراي في حفل إطلاق لعبة فيديو ديزني إيبك ميكي

ولدت جنيفر جراي عام 1960 في نيويورك، والدها هو المغني والممثل الحائز على جائزة الأوسكار جويل جراي ووالدتها هي الممثلة المعتزلة جو ويلدر , وكان أبويها يهوديان.
بدأت حياتها الفنية عام 1984 بأدوار صغيرة في العديد من الأفلام منها: Red Dawn , The Cotton Club , Reckless
و في عام 1986 مثلت بدور ثانوي في فيلم Ferris Bueller's Day Off الذي حقق نجاحا جيدا وقد لفت أنظار الجمهور والنقاد لها
و في عام 1987 قامت ببطولة فيلم الرقص الرومانسي Dirty Dancing أمام الممثل باتريك سويزي، وقد حقق الفيلم نجاحا كبيرا وجسدت جنيفر جراي دور فرانسيس بابي الفتاة المراهقة الغير جميلة والتي لديها موهبة مميزة في الرقص، وأصبح لجنيفر جمهور عريض من المحبين وترشحت لجائزة الجولد جلوب كأفضل ممثلة في فيلم غنائي وكوميدي، أصبحت جنيفر بعد هذا الفيلم فنانة شهيرة وتوقع لها الكثيرين مستقبل باهر في هوليود، وقد اشتهرت أيضا جنيفر بأنفها المبطوط الغريب والمميز.
في أوائل التسعينات قامت جنيفر بإجراء عملية تجميل في أنفها، وقد فشلت هذه العملية في المرة الأولى مما جعلها تقوم بعملية تجميل أخرى لتصحيح أخطاء الأولى، وكانت نتيجة العملية ان شكلها قد تغير تماما لدرجة ان عائلتها وأصدقاءها المقربين لم يستطيعوا التعرف عليها في البداية، وبالطبع لم يستطيع الجمهور التعرف عليها وقد أثرت هذه العملية سلبا على مستقبلها المهني خاصة وان الجمهور أحب شكلها القديم أكثر ولم يتقبل هذا التغير في شكلها، فقد حولتها هذه العملية من ممثلة مشهورة بأنف مميز إلى امرأة عادية مثلها مثل النساء الآخرين، وقد أصابها ذلك باكتئاب وقررت اعتزال الأضواء والتمثيل مؤقتا وانتقلت للعيش في مكان آخر تحت اسم جديد لفترة من الزمن.
و في عام 1999 حتى 2000 ظهرت في المسلسل الست كوم " It's Like , You know .... " وظهرت في المسلسل بشخصيتها الحقيقية كممثلة التي تعايشت مع تلك الحقيقة المرة هو ان لا أحد أصبح يعرفها بعد عملية الأنف المشئومة التي قامت بها.
و في عام 2008 ظهرت بدور صغير في فيلم Keith بطولة جيسي مكارتني
و في عام 2010 واشتركت في الموسم الحادي عشر من برنامج الرقص " Dancing With The star " وفازت باللقب في النهائيات
و هي الآن تعمل كمدربة رقص

## ندمها على عملية التجميل
اعترفت جنيفر جراي بأن أكبر خطأ إرتكبته في حياتها هي تلك العملية التي قامت بها في أنفها، حيث قالت انها قد تخيلت ان تلك العملية سوف تغير حياتها إلى الأفضل لأنها اعتقدت ان بأنفها القديم الغريب سيجعلها تنحصر في نوع معين من الأدوار، ولكن الذي حدث هو العكس، فكانت مفاجأة سيئة لجمهورها الذي أحب شكلها القديم، وقد أثرت هذه العملية سلبا على حياتها المهنية، فمنذ تلك العملية حتى الآن لم تحصل جنيفر على أي ادوار قوية مثل دور فرانسيس بابي في Dirty Dancing .
اما على الصعيد الشخصي فقالت «دخلت حجرة العمليات فنانة مشهورة، وخرجت منها فتاة مجهولة، كأنني دخلت برنامج حماية الشهود» وكان عائلتها وأقرب أصدقائها لم يتعرفوا عليها في البداية، وقالت انها إذا قابلت شخص كانت تعرفه منذ سنوات عديدة كان يقابلها كأنها فتاة غربية لا يعرفها.
و في النهاية فقد اعترفت بأن تلك العملية المشئومة أثرت على حياتها وغيرتها للأسوأ، وقالت «أصبحت الممثلة الوحيدة التي كانت في يوم من الأيام مشهورة أما الآن فإذا رأها أحد لن يتعرف عليها وكل ذلك بسبب عملية تجميل بسيطة في الأنف» فما من شخص أو ناقد أو صحفي تحدث عن جينيفر جراي الا وذهب بالحديث عن عملية التجميل التي قامت بها في أنفها.

## روابط خارجية
- جنيفر غري على موقع IMDb (الإنجليزية)
- جنيفر غري على موقع روتن توميتوز (الإنجليزية)
- جنيفر غري على موقع ألو سيني (الفرنسية)
- جنيفر غري على موقع تيرنر كلاسيك موفيز (الإنجليزية)
- جنيفر غري على موقع أول موفي (الإنجليزية)
- جنيفر غري على موقع قاعدة بيانات برودواي على الإنترنت (الإنجليزية)
- جنيفر غري على موقع قاعدة بيانات الأفلام السويدية (السويدية)
- جنيفر غري على موقع إن إن دي بي (الإنجليزية)
- جنيفر غري على موقع قاعدة بيانات الفيلم (الإنجليزية)
- جنيفر غري على موقع كينوبويسك (الروسية)